# 鈴木率道
铃木率道（1890年2月18日—1943年8月5日），大日本帝國陸軍軍人。最終军衔为陸軍中将。

## 生平
广岛县人。1910年5月毕业于陆军士官学校第22期炮兵科，陆士同期知名者：铃木贞一、田中久一、牟田口廉也、濑谷启（台儿庄战役濑谷支队指挥官），与后来刺杀永田铁山的相泽三郎中佐也是同期，同期还有来自中国的留学生、后来是中华民国陆军一级上将的何应钦。1918年11月从陆军大学校30期毕业，成绩是六十名毕业生中的首席，次席是石原莞尔，同期还有后来终战时的陆军大臣阿南惟几陆军大将。
在第一次世界大战後1922年曾担任法国驻在武官。鈴木详细学习欧美各国的航空部隊的发展，并在日后对日本的陸軍航空隊的发展尽力进行培育。1925年进入参谋本部作战课（曾经是任课长的小畑敏四郎的部下），曾参与对「統帥綱領」的再改訂等重要政策。鈴木以对苏作战的战术家而在日本陆军内闻名。1927年调到野炮第5联队任职，1930年任陆大教官。1932年4月，被破例提拔为中佐作战課長。形成了参谋本部作战课长铃木率道、第3部长小畑敏四郎、参谋次长真崎甚三郎以及陆军省陆军大臣荒木贞夫的所谓“皇道派核心”（实际上，荒木与真崎是被皇道派奉为“首领”，但不参与实际组织）。1933年8月晋升炮兵大佐。在参謀本部内部，属于统制派的第2部長永田铁山、編制動員課長东条英机等人，与属于皇道派的第3部長小畑敏四郎、作战課長鈴木率道等人的对立激化。1936年发生二二六事件後，皇道派势力遭到清洗，统制派掌握了陆军实权，鈴木率道从参謀本部被解职，1936年5月调任中国驻屯军炮兵联队长。1937年8月晋升陆军少将，七七事变后中日战争全面爆发，就任在华北地区作战的北支那方面军之第2军司令官西尾寿造中将的参谋长。
1938年就任陆军航空本部总务部长兼陆军航空总监部总务部长。1939年晋升陆军中将。1941年任航空兵団（后来的第2航空军）司令官。东条和铃木两者不合是水火不容的原委，1943年5月，鈴木因違反物資統制令被解除第2航空軍司令官职务，編入预备役，同年8月去世。

## 年譜
- 1890年（明治23年）2月18日 誕生
- 1910年（明治43年）5月 日本陸軍士官学校毕业
- 1918年（大正7年）11月 日本陸軍大学校毕业
- 1919年（大正8年）7月 陸軍炮兵大尉
- 1922年（大正11年）5月 法国駐在武官
- 1925年（大正14年）5月 日本参謀本部（作战課）
- 1927年（昭和3年）12月 野炮第5联队大隊長
- 1930年（昭和5年）3月6日 陸軍大学校教官
- 1932年（昭和7年）4月1日 参謀本部作战課長
- 1933年（昭和8年）8月1日 陸軍炮兵大佐
- 1935年（昭和10年）8月1日 参謀本部附
- 1936年（昭和11年）5月30日 中国驻屯军炮兵（山炮第27）联队長
- 1937年（昭和12年）8月2日 陸軍少将・第2軍参謀長
- 1938年（昭和13年）6月10日 陸軍航空本部总務部長
  - 12月10日 兼陸軍航空总監部总務部長
- 1939年（昭和14年）10月2日 陸軍中将
- 1940年（昭和15年）6月10日 兼陸軍航空总監部航空总監代理
- 1941年（昭和16年）12月1日 航空兵団（日语：航空兵団 (日本軍)）（昭和17年6月1日改第2航空軍）司令官
- 1943年（昭和18年）5月19日 参謀本部附
  - 6月2日 预备役
  - 8月5日 没